# 北長洲石
北長洲石（英語：Adamasta Rock），是香港的一個島嶼，地區行政上屬於離島區。位於長洲以北，蝦鬚排以西，大嶼山芝麻灣半島以南，北長洲海峽中央。
然而北長洲石之面積只有大約直徑5米左右，所以與其稱它為島，不如說其為北長洲海峽中央突出水面的一個礁石而已。
北長洲石位處北長洲海峽的中央，對頻密的渡輪服務構成一定的威脅。於是在石上建有一盞海上導航燈（2014年改為孤立危險物燈立標）。每逢潮漲時候建築物體積看來比北長洲石本身露出水面部分還要大。